# Ludwig Bertele
Ludwig Bertele (Monaco di Baviera, 25 dicembre 1900 – Wildhaus, 16 novembre 1985) è stato un ingegnere tedesco.

## Biografia
Dal 1916 lavorò alla Rodenstock nella progettazione di sistemi ottici. Dal 1919 iniziò a lavorare per la  Ernemann-Werke a Dresda, confluita poi nel 1926 nella Zeiss Ikon. Nel secondo dopoguerra lavorò dal 1946 al 1956 per la svizzera Wild Heerbrugg nella progettazione di nuovi obiettivi fotografici per uso aeronautico. Per le sue invenzioni venne insignito della laurea honoris causa al ETH Zürich nel 1958.

## Invenzioni
- Ernostar (1923)[2]
- Sonnar (ca. 1930)
- Biogon (1935)
- Aviotar (1948) uso aereo
- Superweitwinkel-Biogon con 90° di apertura (1951)
- Aviogon con 90° di apertura (1952)
- Super-Aviogon con 120° di apertura

Bertele fu un pioniere dell'industria ottica. Il Biogon verrà usato sulla Hasselblad dalla NASA nel Programma Gemini (1965/66) e più tardi Programma Apollo (1968-1972).
Nel 1980 Bertele viene premiato dal Kulturpreis der Deutschen Gesellschaft für Photographie.